# Geefsweer
Geefsweer is een gehucht behorend tot Farmsum in de gemeente Eemsdelta in de Nederlandse provincie Groningen. Het bestaat uit enkele huizen en boerderijen bij een voormalige wierde, direct ten zuiden van het Eemskanaal en ten westen van Weiwerd. De wierde werd grotendeels afgegraven in 1917. Ten westen van de wierde stroomt het Afwateringskanaal van Duurswold in het Eemskanaal.
De nederzetting wordt voor het eerst genoemd als Gewesweer (1306), in de betekenis 'de wierde van Gevi' (mansnaam). Latere vermeldingen zijn thoe Gheuesweer (1459), to Gheweswere (1461) en Gevesweer (1632). Het gehucht Geefsweer (met omgeving) telde in 1930 16 huizen en 51 inwoners. 
Tot Geefsweer behoorden de Geefsweerstermeeden, een gebied met laag geleden weiden en hooilanden dat zich uitstrekte tot de grens met Wagenborgen. Ook de gehuchten Schaapbulten en Ideweer werden tot Geefsweer gerekend. De doorgaande weg naar Wagenborgen heette Stinkvaart of Stinkvaartslaan. Parallel daaraan liep de Opvaartlaan of Hoogevaartslaan (1855), waar in de 19e eeuw het huis Moordhut stond. 
In 1855 lieten de ingelanden van de Geefweerstermolenpolder een poldermolen aan het Kleinemeer bouwen, die in 1876 naar de westkant van het meer werd verplaatst. In 1926 kwam hier een dieselgemaal. Ook werd er rond 1870 een tichelwerk gesticht. Aan de noordkant werd in 1877 het waterschap Koveltemp gevormd.
Tijdens het Beleg van Delfzijl, aan het einde van de Franse tijd, was er in Geefsweer een geschutsbatterij gevestigd. Bij een uitval van de Franse troepen in februari 1814 werd het gehucht geplunderd en ging het in vlammen op.

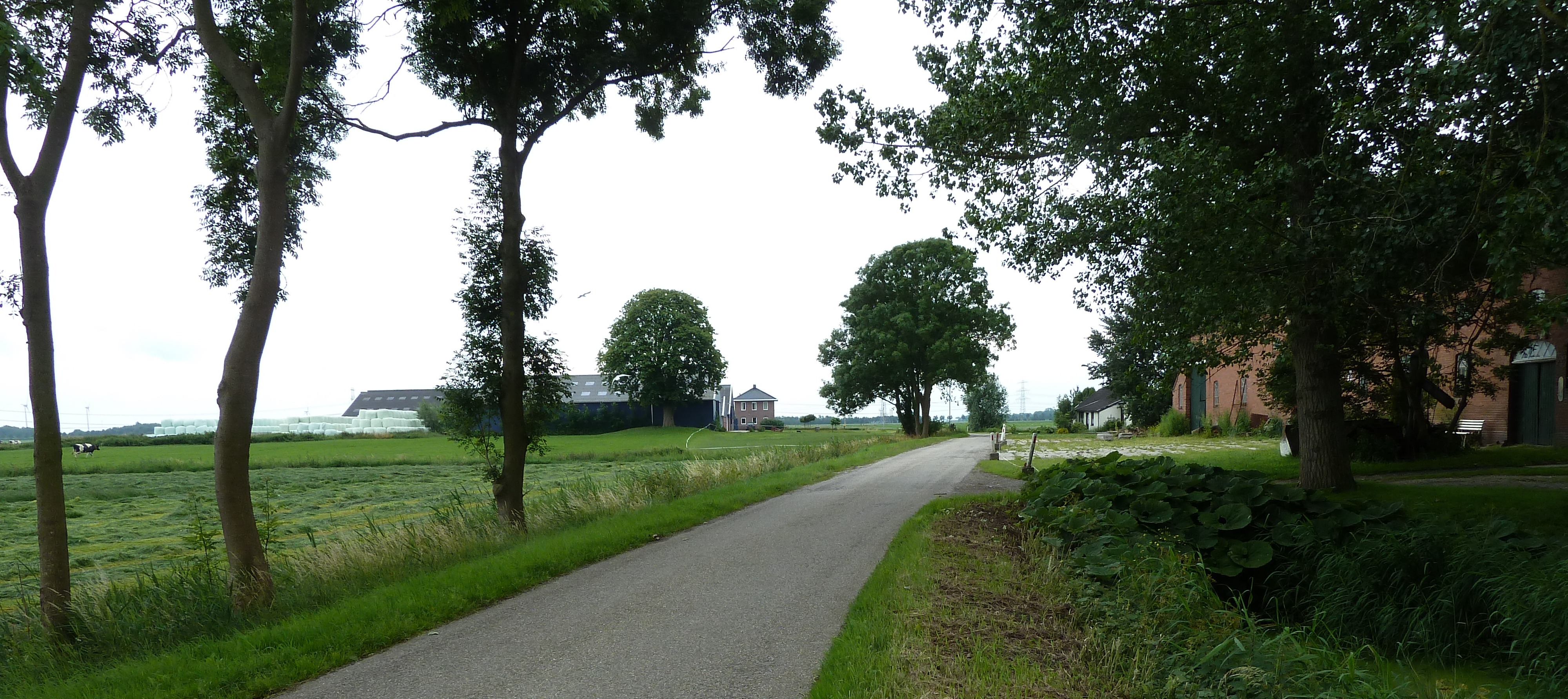
De wierde vanuit het noorden ...
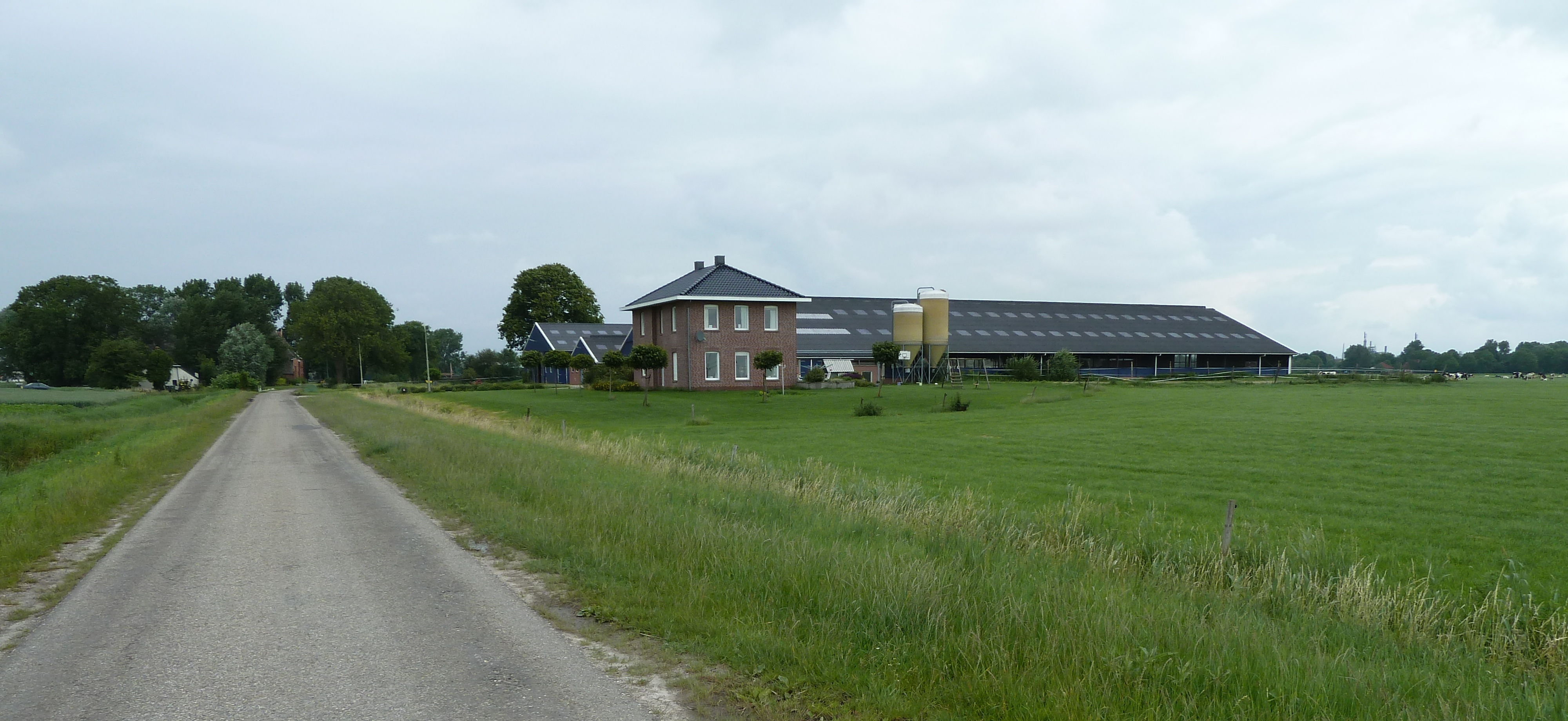
... en vanuit het zuiden

## Tweede Wereldoorlog
Geefsweer vormde tijdens de Tweede Wereldoorlog onderdeel van de luchtverdedigingslinie rond de Duitse stad Emden. Daartoe werden onder andere drie bunkers ten noorden van Geefsweer gebouwd, loopgraven gegraven, een prikkeldraadversperring geplaatst en een tweetal wegblokkades ingericht. Op 2 mei 1945 kwam hier de laatste Canadese soldaat om het leven tijdens de bevrijding van Delfzijl. Dit was tevens de laatste schermutseling van de geallieerden op Nederlands grondgebied. Van de drie bunkers resteert er nog een (type 656: 'Unterstand für 15 Mann') naast de boerderij ten oosten van de Geefsweersterweg en ten zuiden van de Vennendijk. Deze bunker heeft tevens een mitrailleursnest.
Op 27 september 1943 stortte B-17 bommenwerper "Local Girl" neer bij Geefsweer. Het vliegtuig had Emden gebombardeerd en werd neergeschoten door een Duitse Messerschmitt Bf 109, waarop het toestel crashte in de landerijen. Van de 10 bemanningsleden kwamen hierbij 4 om het leven. De rest werd krijgsgevangen gemaakt. Voormalig bemanningslid Orlo Natvig liet in 1980 een van de propellers van de Local Girl in zijn tuin plaatsen als eerbetoon aan voormalig Amerikaanse krijgsgevangenen. In 1997 werd de propeller overgebracht naar het National Museum of the United States Air Force bij de luchtmachtbasis Wright-Patterson Air Force Base in de Amerikaanse staat Ohio.

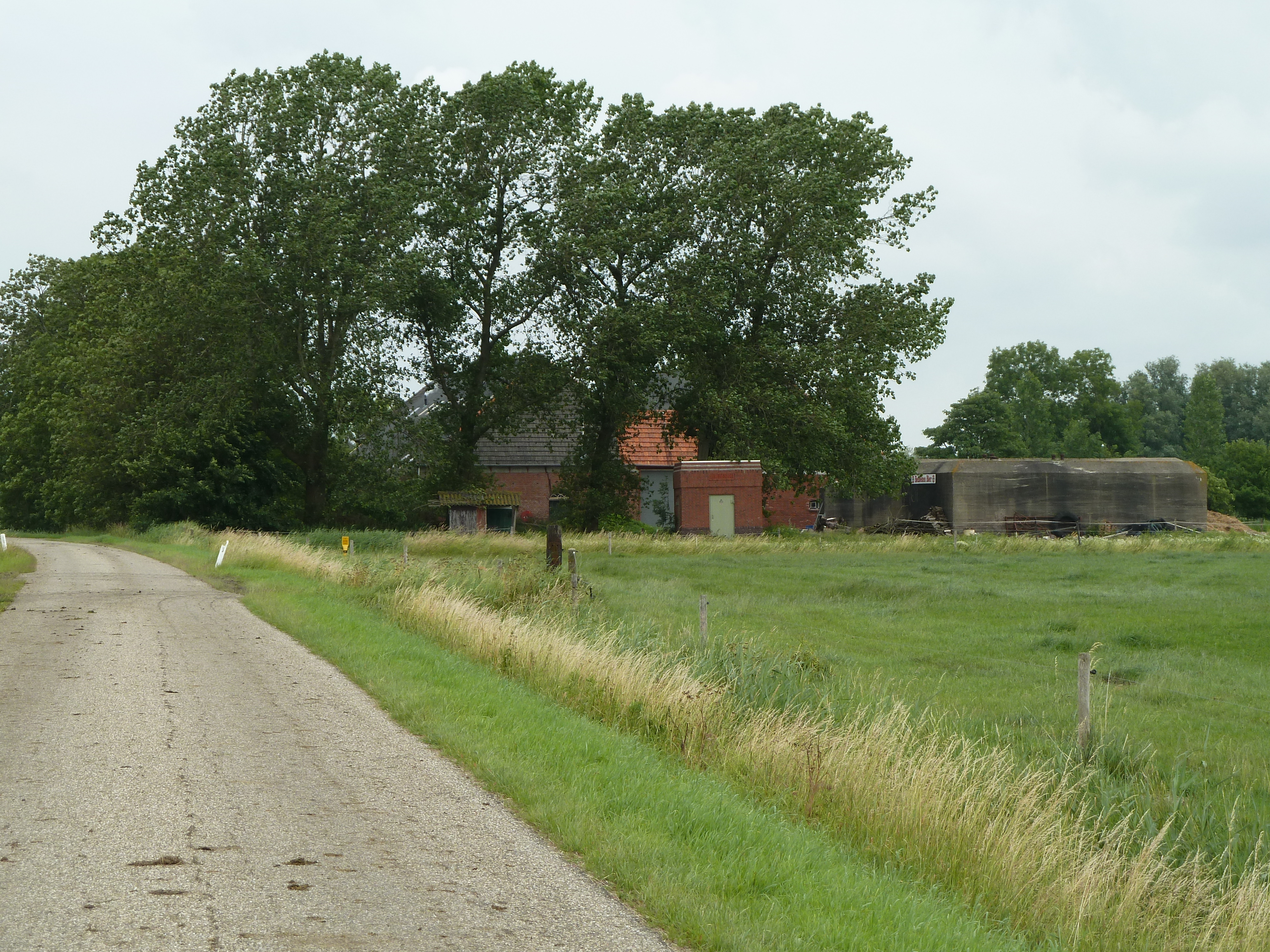
Bunker uit de Tweede Wereldoorlog, zijaanzicht
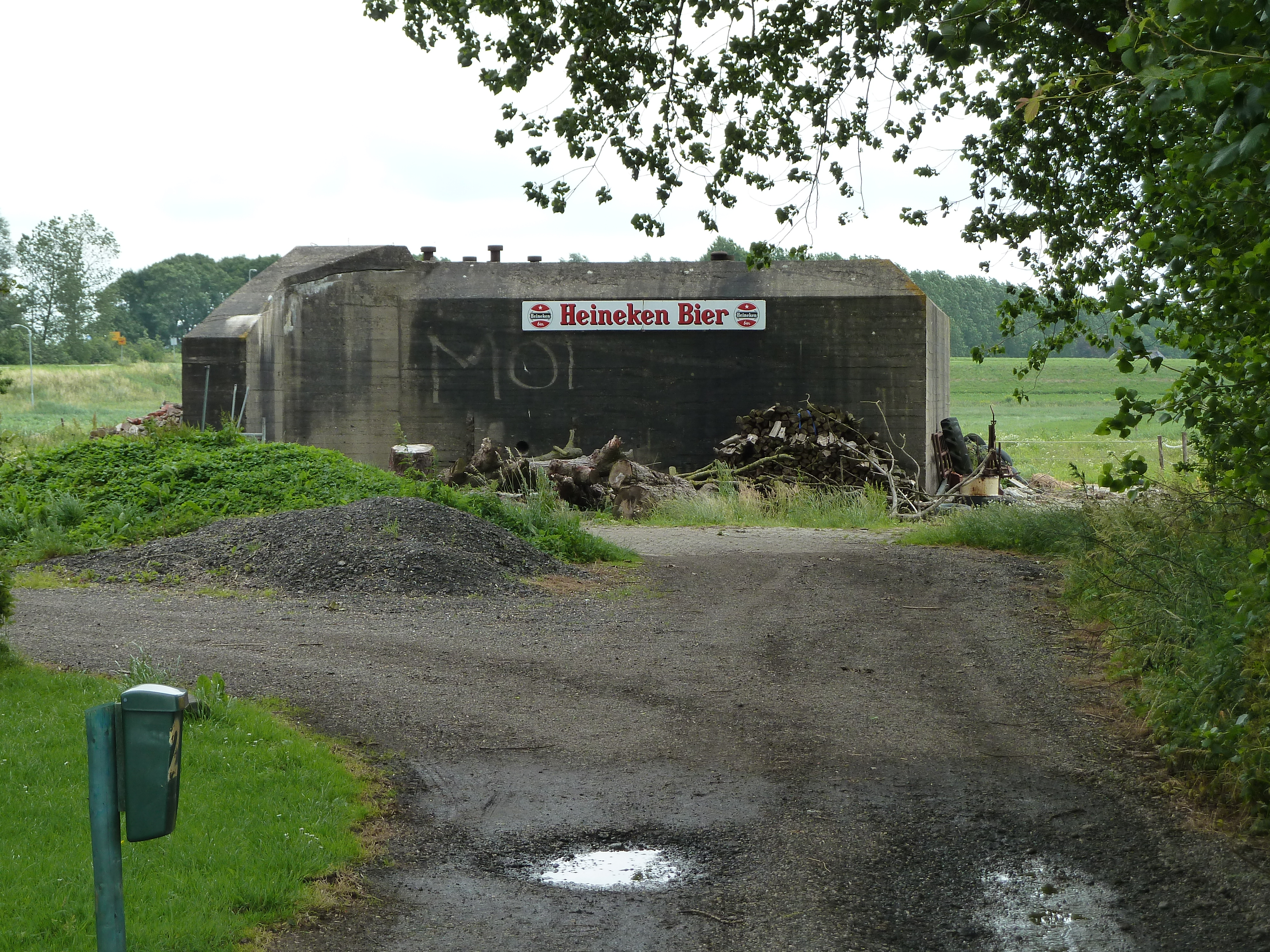
Vooraanzicht

## Moordhut
Geefsweer is tevens bekend vanwege een roofmoord in mei 1811, begaan door twee Franse soldaten. Omwonenden vonden de lijken van de landarbeider Jan Klaassens Uil, zijn vrouw Anje Drewes en hun twee zoons van negen en vijftien jaar. De derde zoon van twaalf was zwaar gewond en stierf niet veel later. Hun afgelegen plaggenhut in de Geefsweerstermeeden wordt omschreven als "een eenzaam hutje, meest van aardezoden opgezet en met riet gedekt, zijnde geheel van de gewone passage afgezonderd". De fusilier Louis Benoît Noën uit Lançon-Provence en zijn kompaan François Dumas uit Cabannes hadden enkel een oud zilveren zakhorloge weten buit te maken en werden betrapt toen ze dat te koop aanboden. Ze werden op 30 januari 1812 in Groningen door een vuurpeloton geëxecuteerd. De gebeurtenissen raakten landelijk bekend, onder andere door een straatlied dat in druk verscheen.
Het huisje waar de moord plaatsvond, wordt sinds 1850 op topografische kaarten aangeduid als de Moordhut. Het lag halverwege Meedhuizen aan de Opvaartlaan – een verdwenen buurtweg – ten noorden van de kruising tussen de N362 en de Geefsweersterweg. Er hoorde 1,5 hectare grond bij. Later stond hier een arbeidershuis dat in 1907 afbrandde. Het erf is bij de ruilverkaveling omstreeks 1960 verdwenen.
De moord kreeg een plek in volksverhalen. Zo werd verteld dat de begeerte van de soldaten was gewekt doordat zij de arbeidersvrouw hadden zien betalen met zilvergeld. Haar man zou eerder die dag een koe hebben verkocht voor 70 gulden en het geld begraven, zodat rovers het niet konden vinden. De soldaten zouden in Farmsum hun eigen graf hebben moeten graven en daar onder grote publieke belangstelling zijn doodgeschoten. Ook bracht men de moord wel in verband met het Beleg van Delfzijl in 1813/14.
In april 2014 speelde in het voormalige kerkje van Heveskes de voorstelling 'Moorden van Geefsweer' onder regie van Hiepie Hoogeveen. Daarin stond het verhaal van een duivelspact centraal, gecombineerd met het gegeven dat de eerdergenoemde bommenwerper hier vlakbij neerstortte. Het ging daarbij vooral om literaire fantasie op basis van oude volksverhalen.